# 丁紀龍
丁紀龍（？年—？年），浙江湖州府歸安縣人，由貢生，乾隆十二年任順慶府通判。是一位政治人物，明清時曾在四川順慶府岳池縣（位於今四川東北部，武周萬歲通天二年分南充、相如二縣置，是一個千年古縣）擔任官吏。